# Международное неравенство
Международное неравенство — разновидность экономического неравенства, различие в уровне благосостояния между гражданами различных государств и стран.

Оценка ВВП на душу населения по паритету покупательной способности для отдельных европейских и азиатских стран между 1500 и 1950 годами, показывающая взрывной рост экономики некоторых государств с начала XIX века

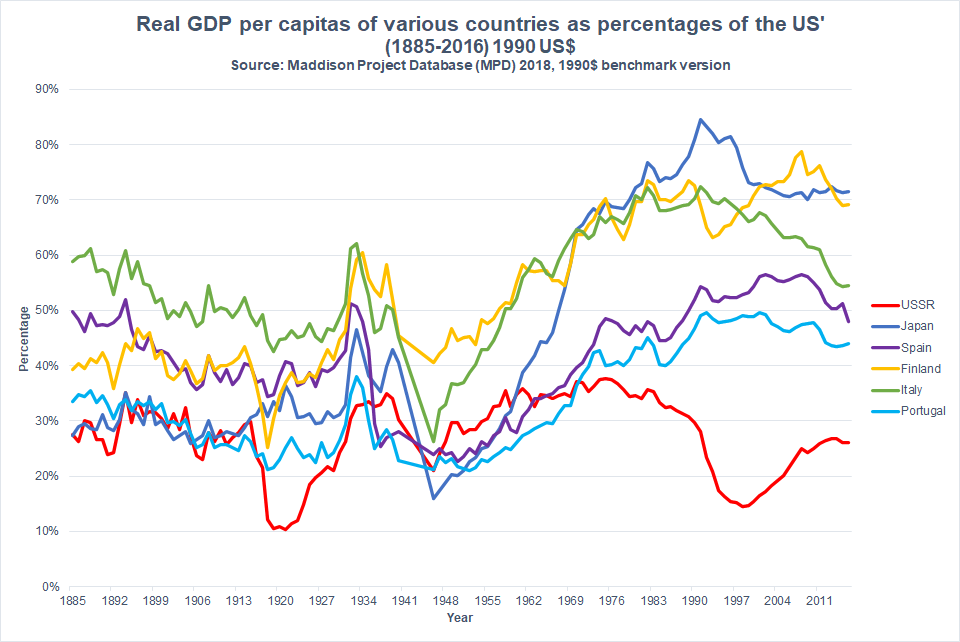
Оценка реального ВВП на душу населения между 1885 и 2016 годами: СССР, Японии, Испании, Финляндии, Португалии и Италии по отношению к ВВП США на душу населения в международных долларах 1990 года.

Подобные различия присутствовали всегда, однако разрыв в доходах граждан богатейших и беднейших стран начал резко расти в XIX веке, когда в Великобритании, а затем и других государствах и странах Западной Европы началась промышленная революция, и в течение XX века эта тенденция продолжилась. Доходы жителей беднейшего и богатейшего государства в 1820 году различались в 3 раза, в 1913 году —  в 11 раз, в 1950 году — в 35 раз, в 1973 году — в 44 раза, в 1992 году — в 72 раза. В начале XXI веке разница в доходах жителей 20 богатейших и беднейших государств составила 37 раз.
Экономический разрыв между населением богатых (стран с высоким уровнем доходов населения) и бедных стран, в результате слабых политических и экономических институтов и как следствие технологического отставания менее развитых стран, изменения мировой структуры экономики, протекционистских мер, принятых в развитых странах (и их отсутствия в развивающихся), перенаселения в развивающихся странах, приводит к экономическому отставанию и росту уровня бедности в наименее обеспеченных странах. Основным количественным показателем международного неравенства выступают межстрановые различия в уровне ВВП на душу населения. Поиском причин этих различий занимается теория экономического роста. В экономике, политологии и политической экономии были выдвинуты различные варианты объяснения международного неравенства, но однозначного ответа на вопрос о его причинах пока нет.

## История и современное состояние
Различия в уровне доходов жителей разных стран присутствовали всегда, но именно в XX веке они стали наиболее заметными. Они усилились после Второй мировой войны и продолжали увеличиваться на протяжении всего XX века. В настоящее время разница в доходах работников в богатых и бедных странах достигает десятков и даже сотен раз. Первыми высокого уровня благосостояния достигли страны Западной Европы, а также некоторые страны, заселенные преимущественно европейскими поселенцами (США, Канада, Австралия, Новая Зеландия).
Согласно Отчету ООН о человеческом развитии 2004 года, валовой внутренний продукт на душу населения (ВВП) в странах с высоким, средним и низким уровнем человеческого развития (классификация, основанная на Индексе человеческого развития ООН) составлял 24 806, 4269 и 1184 долларов США по ППС (паритету покупательной способности) соответственно. Самые богатые люди в мире (те, чьи активы превышают 100 000 долларов США) составляют 11 % мирового населения, но владеют 86,4 % мирового богатства. 1 % самых богатых людей США владеет 42,5 % национального богатства страны.

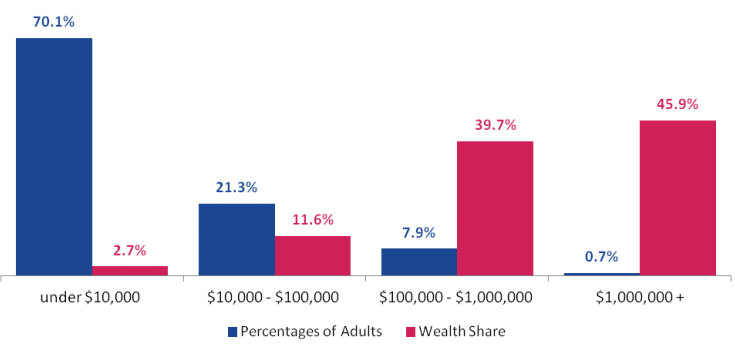
Глобальное распределение богатства

По состоянию на 2017 год более 70 % взрослого населения мира имеют состояние менее 10 000 долларов США, и только 0,7 % населения мира имеет состояние в миллион долларов или более. Свыше 80 % населения мира живёт менее чем на 10 долларов в день. Более 50 % населения мира живёт менее чем на 2 доллара США в день; более 20 % населения мира живёт менее чем на 1,25 доллара США в день. Относительно бедные (чей доход составляет менее 3 470 долларов США в год) составляют 78 % мирового населения, относительно богатые (чей доход более 8000 долларов США в год) — 11 %.
Доля социальных расходов сильно различается в развитых и развивающихся странах: в таких странах, как Республика Гаити или Индонезия, они составляют 2-3 % от ВВП (к тому же во многих подобных странах эта доля ещё и сокращается), тогда как в таких странах, как Швеция или Франция, они составляют более 30 %. Однако некоторые исследователи утверждают, что сокращение расходов на социальное обеспечение — обычное следствие глобализации. Страны, чья экономика базируется на продаже природных ресурсов и дешёвой рабочей силы в обрабатывающей и перерабатывающей промышленности, в условиях глобализации вынуждены поддерживать низкий уровень социального обеспечения и низкий уровень оплаты труда, чтобы сохранить инвестиционную привлекательность для международных финансовых структур.
Для сравнения уровня жизни часто сравнивают траты домохозяйств на продовольствие в развитых и развивающихся странах. По данным ФАО (2009 год), доля продовольственных товаров в потребительской корзине населения развивающихся стран достигала 40 %, а в развитых странах не превышала 15 %.

## Предполагаемые причины

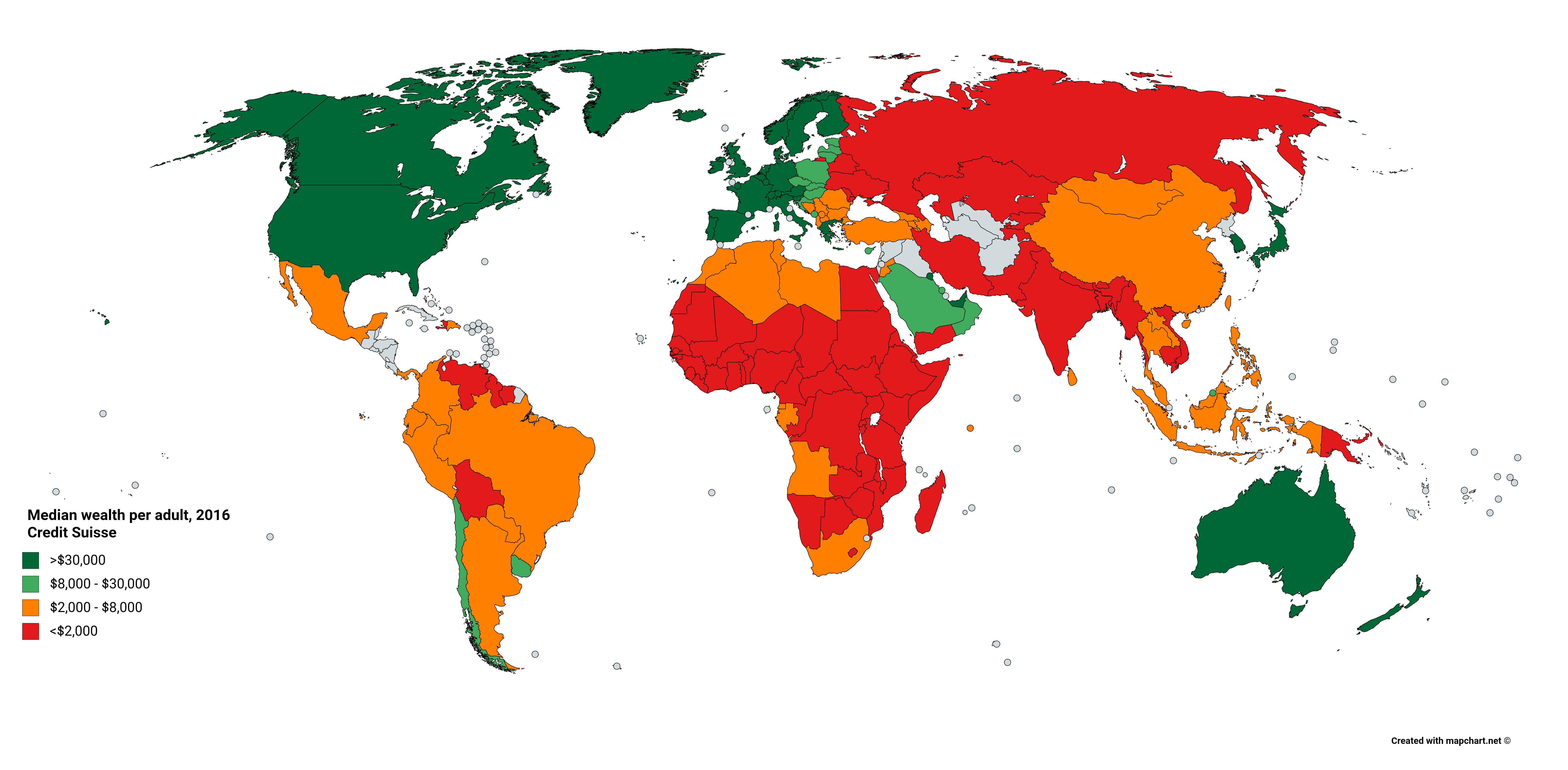
Градация стран по медианному финансовому благосостоянию 1 взрослого человека: тёмно-зелёный — более 30 000$, красный — менее 2000$ (данные 2016 года, из отчёта «Global Wealth Databook 2016, Credit Suisse»)

Поиском причин межстрановых различий в уровне дохода занимается теория экономического роста. Актуальная ситуация с международным неравенством также изучается в рамках международной экономики и международной политической экономии. В экономике, политологии и политической экономии были выдвинуты различные варианты объяснения международного неравенства, но однозначного ответа на вопрос о его причинах пока нет. Предполагаемые причины следующие:
1. География: географическое положение, климат, плодородность почв стран может влиять на их экономику.
2. Колониализм: колониальный период оказал существенное влияние на структуру экономики и институты развитых стран и их бывших колоний[20]. Но некоторые бывшие колонии (Индия, Китай) уже давно окрепли экономически и не позволяют поглотить свои национальные экономики развитым странам[21].
3. Структура мировой экономики в условиях глобализации: транснациональные корпорации и олигархические финансовые структуры, базирующиеся в развитых странах, являются основными владельцами передовых технологий и производств товаров с высокой добавленной стоимостью, собственниками акций и конечными получателями значительной доли прибыли от эксплуатации природных ресурсов и дешёвой рабочей силы развивающихся стран в обрабатывающей промышленности[22]. Научно-технический прогресс обеспечивает 90 % ВВП развитых стран[23]. Многие товары устаревают и сменяются новыми, однако вклад в ВВП страны различных секторов экономики устойчив и меняется медленно. К этой же категории относятся и проблема колеи и культурологические теории.
4. Рост населения (демография): в бедных странах за последние десятилетия наблюдался значительный прирост населения, а рост их ВВП происходит медленнее, в результате их ВВП на душу населения снижается. В некоторых в прошлом бедных странах дополнительным фактором роста благосостояния было снижение рождаемости при всё ещё невысокой доле пожилого населения (демографический дивиденд)[24].
5. Политика правительства: разные страны расходуют разную долю от ВВП на образование и здравоохранение, разные условия для ведения бизнеса, во многих развитых странах принято прогрессивное налогообложение для снижения разрыва в доходах между богатыми и бедными. К этой же категории относятся и политические и экономические институты.
6. Политическая нестабильность: при отсутствии стабильной централизованной власти и внутренних конфликтах экономического роста не происходит. Также она способствует росту доли неформальной экономики.
7. Низкая процентная ставка и протекционистские меры в развитых странах: кредиты в развитых странах намного доступней, а протекционистские меры ограничивают доступ на их ёмкий внутренний рынок, что позволяет поддерживать их технологическое превосходство и более выгодные условия торговли[англ.][25].
8. Стихийные бедствия: землетрясения, засухи, ураганы и многие другие бедствия играют могут сыграть роль в темпах развития страны.

### Мальтузианская (демографическая) теория
Наиболее ранние исследования о причинах различия в уровне благосостояния стран относятся к концу XVIII века. Самая известная работа того времени — очерк Томаса Мальтуса, написанный в ответ Уильяму Годвину и маркизу де Кондорсе в 1798 году, в котором были изложены его основные взгляды, позже получившие название мальтузианство. В нём Мальтус полагает, что население растёт в геометрической прогрессии (удваивается каждые четверть века в отсутствие войн и болезней), а ресурсы Земли ограничены (в частности, производство продуктов питания растёт в арифметической прогрессии), потому если не сдерживать рост населения, то рано или поздно их перестанет хватать на всех. Свои взгляды он иллюстрировал примерами из истории Англии, когда реальные доходы работников выросли после чумы, сократившей население в XIV веке в Европе почти наполовину, а затем, по мере того, как население постепенно восстанавливалось, доходы падали и рождаемость снижалась. Ситуация, когда рост населения опережает рост производства (чаще всего сельскохозяйственного в доиндустриальной экономике из-за ограниченности площадей и плодородности пахотных земель), называется мальтузианской ловушкой. В качестве мер по обеспечению благосостояния общества Мальтус предлагал различные варианты контроля рождаемости.
Однако приблизительно с 1800 года концепция Мальтуса перестала соответствовать эмпирическим данным для Великобритании: там одновременно росли и производительность труда вместе с заработной платой, и население. При этом также постоянно снижалась стоимость сельскохозяйственных угодий, хотя по концепции Мальтуса она должна была расти вместе с ростом населения. Аналогичные процессы происходили и в США во 2-й половине XIX века. Такая динамика получила название «устойчивое развитие», и экономисты связывали его наступление с индустриализацией, которая в Великобритании началась раньше, чем в других странах. Соответственно, задача вывода страны на траекторию устойчивого развития свелась к задаче индустриализации экономики. Не объясняет теория Мальтуса и демографический переход, начавшийся в начале XIX века в Западной Европе и США. По этой теории снижение рождаемости следует за снижением доходов, однако ни в одном случае в этот период снижения доходов не наблюдалось, наоборот, они росли.
Объяснение того, почему в начале XIX века сначала в Великобритании, а затем и в других странах начался устойчивый экономический рост, опровергающий концепцию Мальтуса, предложили представители новой институциональной школы в конце XX века. По их мнению, чума в XIV веке не только сократила население Англии вдвое, но и значительно ослабила институты крепостного права. Это привело к тому, что крестьяне стали оставлять у себя существенно бо́льшую долю урожая, чем ранее, что и положило начало постепенному ослаблению феодальных институтов. В XVII веке продолжительная борьба между монархами из династии Стюартов и Парламентом, который поддерживали купцы и предприниматели, завершилась победой парламента и Славной революцией. Великобритания встала на путь развития плюралистических институтов, позволяющих широким слоям общества участвовать в управлении страной и получать доходы от своих предприятий (в том числе и от патентов на изобретения). Именно это и стало причиной начала индустриализации. Потому мальтузианская теория может быть верна только для обществ, в которых бо́льшая часть доходов сконцентрирована у небольшой группы (элиты), и большинство людей не имеют стимулов к увеличению собственной производительности труда, поскольку бо́льшую часть дополнительного дохода заберёт себе элита. В плюралистическом обществе люди имеют возможность извлекать выгоду из увеличения производительности труда, и потому происходит её устойчивый рост, и увеличение населения не приводит к снижению уровня жизни.

#### Демографический дивиденд
Демографический дивиденд — потенциал экономического роста, когда доля трудоспособного населения в стране превышает долю иждивенцев (детей и стариков). Он возникает, как правило, вследствие снижения рождаемости после демографического перехода, сопровождается инвестициями в здравоохранение, расширением прав женщин, распространением контрацепции. Успешно воспользоваться демографическим дивидендом смогли такие страны как Япония, Республика Корея, Китай и «четыре азиатских тигра», существенно повысившие уровень благосостояния на душу населения за короткое время, однако во всех этих случаях демографический дивиденд не был единственным фактором быстрого экономического роста.

### Географические теории
К географическим теориям относится теория Джеффри Сакса, изложенная в книге «Конец бедности». Сакс утверждает, что жаркий тропический климат, которому свойственны неплодородные почвы и опасные болезни, является основной причиной, почему большинство бедных стран расположены близ экватора, а богатые — в умеренных широтах. Также негативно на уровень благосостояния, по его мнению, влияет отсутствие выхода к морю. Решить эти проблемы, по мнению Сакса, можно посредством международной помощи. По расчетам Сакса, ежегодной помощи бедным странам в размере 195 млрд долларов США в течение 20 лет хватит для того, чтобы избавиться от бедности навсегда. Уильям Истерли в книге «В поисках роста» критикует доводы Сакса, утверждая, что международная помощь дает больше вреда, чем пользы: она лишает страны стимулов для поиска выхода из сложившейся ситуации, ещё больше коррумпирует и укрепляет сложившиеся нездоровые институты, создавая лобби, заинтересованное в консервировании высокого уровня бедности, на основании которого оно получает и распределяет международную помощь.
Другая версия географической теории принадлежит Джареду Даймонду и изложена в книге «Ружья, микробы и сталь». В его интерпретации причина различий состоит в том, что пригодные для одомашнивания растения и животные неравномерно расположены по Земле, потому там, где плотность этих животных и растений была выше, сельское хозяйство было более интенсивным. По его мнению, бо́льшему разнообразию этих растений и животных в пределах Евразии способствовала её географическая вытянутость с запада на восток, что обеспечивает бо́льшую площадь одинаковых климатических зон, тогда как Африка, Северная и Южная Америка вытянуты с севера на юг. Получив первоначальное превосходство, по версии Даймонда, европейцы затем начали колонизировать другие континенты и завезли туда болезни (оспу, корь, грипп), полученные ими от своих домашних животных. Сами европейцы уже выработали к ним существенную сопротивляемость, которой не было у коренных жителей, что привело к эпидемиям и смертям среди коренного населения и ещё больше увеличило разрыв между европейскими и остальными государствами. Книга была удостоенна Пулитцеровской премии в номинации за нехудожественную литературу в 1998 году. Ряд положений книги критиковалось биологами и антропологами: на севере Африки обитали те же предки одомашненных животных и растений, что и в Евразии, а через Сахару проходили торговые маршруты до остальной Африки, потому там были все возможности для разведения тех же культур и домашних животных, что и в Евразии. Дефицит зерновых в Америках действительно был, но зато разнообразие клубневых растений и корнеплодов было намного шире в Америках: именно оттуда происходят картофель, батат, маниока, совершенно несопоставимые с европейскими аналогами (репа) по урожайности.
Дарон Аджемоглу и Джеймс Робинсон критикуют обе географические теории. В качестве опровержения невозможности высокого благосостояния в жарком климате экваториальных широт авторы приводят недавние экономические успехи Сингапура, Малайзии и Ботсваны, расположенных в жарком климате. Также авторы приводят примеры стран со схожими климатическими условиями, но очень разным уровнем жизни: граница США и Мексики, КНДР и Республика Корея, ФРГ и ГДР. К тому же авторы отмечают, что до прихода испанских конкистадоров в Америку уровень жизни в тропических широтах там был существенно выше, чем в умеренных. Теория Даймонда по мнению Аджемоглу и Робинсона не объясняет, почему в современном мире, когда технологии гораздо доступней, одни страны перенимают их и развиваются, другие же остаются бедными, а также почему некоторые страны, долгое время пребывавшие в стагнации, вдруг начинают расти. Даймонд приводит обоснование для лучшего положения Евразии относительно обоих Америк и Африки, однако не объясняет неравенство внутри самой Евразии. Авторы приводят карту исторических ареалов предков одомашненных растений и животных, из которой следует, что они были распространены по всей Евразии, но при этом уровень жизни в Европе и Средней Азии очень существенно отличается.

### Теории культурного влияния
Дэвид Лэндис в книге «Богатство и бедность наций» полагает, что успех стран Северной и Западной Европы и Северной Америки объясняется уникальным набором культурных установок европейцев, их отношением к культуре и религии, которые побуждали их усердно трудиться, сберегать и делать инновации.
Дэвид Фишер делал похожие заключения в книге «Семя Альбиона», но уже относительно исключительно британской культуры. В частности, по его мнению, пуритане, селившиеся преимущественно в Массачусетсе, привнесли корпоративную и образовательную культуру; джентри, селившиеся преимущественно в Вирджинии, повлияли на культуру плантационной экономики Юга США; квакеры, селившиеся преимущественно в долине Делавэр, повлияли на индустриальную культуру; шотландцы, ирландцы и жители Северной Англии, селившиеся на Западе и Юге США повлияли на ранчо-культуру. Всё это вместе, по мнению Фишера, и обеспечило США «стабильность социальной системы, которая в течение более чем двух столетий остаётся демократической в политике, капиталистической в экономике, либертарианской в законодательной системе, индивидуалистической в социальных нормах и плюралистической в культуре».
Макс Вебер в книге «Протестантская этика и дух капитализма» связывал успешность первых капиталистических стран — Нидерландов и Великобритании — с «экономическим рационализмом», присущим протестантизму. Этот вывод Вебер сделал на основании того, что статистически в Германии держателями капитала являлись преимущественно протестанты. Также он обращает внимание на союз протестантизма и буржуазии. Причина этого, по мнению исследователя, заключена в особом мировоззрении, которое способствует большему «экономическому рационализму» протестантов, тогда как католики чаще скорее «отчуждены от мира» и равнодушны к земным благам.
Культурологические теории Дарон Аджемоглу и Джеймс Робинсон опровергают примерами стран с общей культурой и историей, но совершенно разным уровнем жизни: граница США и Мексики, КНДР и Республика Корея, ФРГ и ГДР. Относительно влияния протестантской этики они отмечают, что затем путь протестантских стран повторили и католические страны Западной Европы, а успех стран Восточной Азии вообще не может быть связан ни с какой из форм христианства. Теория об успешности стран с преимущественно европейским населением опровергается, с одной стороны, такими примерами, как Аргентина и Уругвай, которые не успешны, несмотря на европейские корни населения, и такими странами, как Япония и Республика Корея, которые успешны, несмотря на отсутствие европейского населения, с другой.

### Гипотеза Пребиша—Зингера
Рауль Пребиш и Ханс Зингер в конце 1940-х годов разработали научную гипотезу, утверждающую, что цены на первичные товары снижаются относительно цен на промышленные товары в долгосрочной перспективе, что приводит к ухудшению условий торговли в странах, чей основной доход составляет экспорт природных ресурсов. Эмпирические исследования подтверждают эту гипотезу на длительных временных промежутках. Она положена в основу теории зависимости и импортозамещающей индустриализации как экономической политики.
Однако критики этой теории (и методики её эмпирических проверок) утверждают, что невозможно сравнивать цены на промышленные товары с течением времени, потому что они быстро меняются. Ценовые отношения Пребиша—Зингера не учитывают технологических изменений. Важна не цена товара, а услуга, которую предоставляет данный товар. Например, в 1800 году американский рабочий за шесть часов своего труда мог купить свечу, которая давала один час света. Но в 1997 году американский рабочий мог купить час света, обеспечиваемого лампочкой, всего за полсекунды своего труда. Таким образом, если скорректировать соотношение динамики цен на технологические изменения, то вывод будет противоположным.

### Модернизационная теория
В 1950-е годы одной из наиболее популярных была модернизационная теория. Один из её представителей Мартин Липсет утверждал, что экономический рост способствует развитию здоровых институтов и демократизации общества, и потому достаточно просто обеспечить в развивающихся странах экономический рост, за которым неизбежно последуют институциональные преобразования. Такой вывод он сделал на основании корреляционного анализа, который показывал положительную корреляцию между уровнем демократических прав и свобод и уровнем благосостояния, уровнем образования и уровнем урбанизации. То есть, по мнению Липсета, высокие уровни образования, благосостояния и урбанизации неизбежно способствуют увеличению прав и свобод населения.
Однако корреляция не тождественна причинно-следственной связи. Выводы Липсета критиковались на основе исторических примеров, в которых даже при росте уровней дохода, урбанизации и образования демократических перемен не происходило. Недавние примеры: Китай, Габон, Саудовская Аравия, Экваториальная Гвинея, Венесуэла, Россия. Модернизационную теорию критиковали представители мир-системной теории, в частности, Иммануил Валлерстайн. По его мнению, модернизационная теория рассматривает отдельные страны, тогда как мировая система не может существовать из одних развитых стран, обязательно должны быть ядро и периферия, кроме того, она предполагает только один путь развития, когда их существует множество.

### Новая институциональная теория
Дарон Аджемоглу и Джеймс Робинсон в книге «Почему одни страны богатые, а другие бедные» изложили точку зрения новой институциональной школы на глобальное неравенство. Они видят в политических и экономических институтах — совокупностях правил и механизмов принуждения к их исполнению, существующих в обществе, — основную причину различий в экономическом и социальном развитии различных государств, считая другие факторы второстепенными. Авторы делят институты на две большие группы: политические и экономические. Первые регулируют распределение полномочий между различными органами власти в стране и порядок формирования этих органов, а вторые регулируют имущественные отношения граждан. Концепция Аджемоглу и Робинсона заключается в противопоставлении двух архетипов: т. н. «экстрактивных» («извлекающих», «выжимающих») и «инклюзивных» («включающих», «объединяющих») экономических и политических институтов, которые в обоих случаях усиливают и поддерживают друг друга. Инклюзивные экономические институты защищают имущественные права широких слоёв общества (а не только элиты), они не допускают необоснованного отчуждения собственности и позволяют всем гражданам участвовать в экономических отношениях с целью получения прибыли. В условиях действия таких институтов работники заинтересованы в повышении производительности труда. Долговременное существование таких экономических институтов, по мнению авторов, невозможно без инклюзивных политических институтов, которые позволяют широким слоям общества участвовать в управлении страной и принимать решения, выгодные большинству. Экстрактивные экономические институты исключают широкие слои населения из распределения доходов от собственной деятельности. Они препятствуют извлечению выгоды из участия в экономических отношениях всем, кроме представителей элиты, которым, напротив, позволено даже отчуждать имущество тех, кто к элите не принадлежит. Подобным экономическим институтам сопутствуют экстрактивные политические институты, исключающие широкие слои населения из управления страной и концентрирующие всю политическую власть в руках узкой прослойки общества. По мнению авторов, именно экстрактивные институты являются причиной бедности многих развивающихся стран. И международная помощь не может исправить эту проблему, поскольку из-за коррупции, неизбежно высокой при экстрактивных институтах, до конечных адресатов дойдёт в лучшем случае 10 % этой помощи, а 90 % пойдёт на поддержание тех институтов и того порядка, которые и породили эту бедность.

#### Влияние колониализма
Европейские колониальные компании были первыми в истории акционерными обществами и вели себя как рациональные экономические агенты — устанавливали монополии и максимизировали прибыль. Монополия на экспорт товара принесёт отдельной компании гораздо больше прибыли, чем торговля в условиях конкуренции, а для поддержания монополии необходимы экстрактивные институты, потому эти компании либо устанавливали, либо укрепляли и использовали уже существующие экстрактивные институты, чтобы сосредоточить доходы от экспорта ценных ресурсов колоний в руках колонизаторов. Например, Голландская Ост-Индская компания силой оружия подчинила себе разнообразные сообщества на территории современной Индонезии и не только переняла, но и усилила существовавшие ранее экстрактивные институты: подати и объём принудительных работ были увеличены. Там же, где в силу отсутствия политической централизации воспользоваться уже существующими экстрактивными институтами не получалось, голландцы просто уничтожали местное население, заменяя его рабами из Африки, таким способом выстраивая экстрактивные институты с нуля. В самой же Африке торговля рабами шла задолго до появления там европейцев, однако плантаторы на Карибских островах предъявляли такой большой спрос на рабов, что объёмы работорговли в Африке в XVIII—XIX веках выросли в десятки раз. Такие государства, как Королевство Конго, Ойо, Дагомея и Ашанти, превратились в военные машины по захвату рабов, продававшие их европейцам и взамен покупавшие оружие для совершения новых набегов на соседей и захвата новых рабов. Испанцы в Латинской Америке, после покорения местных народов, установили крайне экстрактивные институты энкомьенда и репартимьенто, которые были более жёсткой формой крепостного права.
Они в большинстве стран не только сохранились и после обретения ими независимости, но и усилились, поскольку именно боязнь местных элит того, что принятая Испанской империей Кадисская конституция будет угрожать их привилегиям и доходам, и подтолкнула их к объявлению независимости, которая в конечном счёте позволила сохранить им прежний порядок вещей. Иначе дела обстояли только в английских колониях в Северной Америке. Англия поздно вступила в колониальную гонку, и все земли, богатые месторождениями золота и серебра, уже были заняты другими (испанцами и португальцами). Ей осталось только побережье Северной Америки, где местное население было малочисленным и воинственным. Единственным способом выжить для колоний было привлечение поселенцев из Англии. Однако они сопротивлялись попыткам установить экстрактивные институты: когда Вирджинская компания пыталась забирать у них большую часть урожая, они уходили с территорий, контролируемых компанией, и обрабатывали землю за её пределами. Низкая плотность населения и обилие свободных земель усложняли установление экстрактивных институтов. И в 1619 году компания была вынуждена пойти навстречу пожеланиям поселенцев: была учреждена Генеральная ассамблея, что означало, что каждый взрослый белый мужчина, обладающий определённым имуществом, теперь мог принимать участие в управлении колонией. В Капской колонии начало тоже было достаточно оптимистичным: местные жители, имея возможность получать доходы от продажи сельхозпродукции, активно осваивали и внедряли новые для них технологии земледелия, стремились купить землю в собственность. Местные жители оказывали конкуренцию белым фермерам, которые к тому же нуждались в дешёвой рабочей силе. И они в итоге добились решения обеих проблем с принятием Акта о землях коренного населения 1913 года, по которому 87 % земель отошло белым фермерам, составлявшим 20 % населения, а 80 % коренных жителей досталось лишь 13 % земель. В итоге коренные жители были обречены на нищету, поскольку эта земля не могла их прокормить, и они стали той дешёвой рабочей силой, которой не хватало белым фермерам. Это положило начало «двойственной экономике», основанной на процветании одной части населения за счёт другой, и обретение независимости ЮАР только усугубило ситуацию.
В итоге лишь в США, Канаде и Австралии европейская колонизация способствовала установлению инклюзивных институтов, но даже в этих случаях это происходило вопреки желаниям колонизаторов. Многим странам Азии, Африки и Латинской Америки европейская колонизация принесла огромный вред, и экстрактивные институты, установленные колонизаторами, через механизм порочного круга постоянно воспроизводятся и усиливаются, несмотря на обретение этими странами независимости и последующие смены элит.
Книга получила множество положительных отзывов. Из недостатков Джаред Даймонд, а затем Мартин Вольф и Джеффри Сакс отметили недооценку географического фактора. Арвинд Субраманьян, а затем Фрэнсис Фукуяма и Джеффри Сакс отмечали несоответствие темпов роста экономики Китая теории авторов.

### Теория невежества элит
Лауреаты Нобелевской премии по экономике 2019 года Эстер Дюфло и Абхиджит Банерджи в книге «Экономика бедности» предложили теорию о невежестве, заключающуюся в том, что правители беднейших стран просто не знают, что им нужно делать для процветания, потому принимают неверные решения, ведущие их страны к бедности. Они отмечают что бедные часто принимают неверные решения из-за недостатка информации, не имеют доступ ко многим услугам и инфраструктуре, что увеличивает их необходимые ежедневные траты, что ещё сильнее усугубляет их положение и приводит к так называемой «ловушке бедности». Авторы признают высокую зависимость благосостояния от политических и экономических институтов, раскрытую в книге Дарона Аджемоглу и Джеймса Робинсона «Почему одни страны богатые, а другие бедные», разбору положений и примеров из которой посвящена значительная часть десятой главы. Тем не менее, они отмечают, что не всегда радикальные институционные преобразования возможны в обозримом будущем, однако даже в условиях плохих институтов возможны небольшие улучшения на местном уровне, которые в перспективе ускоряют и более масштабные институциональные преобразования. В качестве примеров таких небольших улучшений они приводят наблюдения за местными выборами (контроль за которыми со стороны власти обычно существенно менее жесткий, чем за выборами федерального уровня) и последующей деятельностью местных политиков, за выполнением государственных контрактов, таких как дорожные работы. Многие институциональные несовершенства, по мнению авторов, происходят из-за неграмотности местных руководителей, а не только из-за мотива удержания власти. Для решения этой проблемы авторы предлагают увязывать предоставление бедным странам международной помощи при условии контроля её расходования или даже частичной передачи исполнения некоторых государственных функций («аутсорсинга») международными НКО.
Дарон Аджемоглу и Джеймс Робинсон разбирают предположение о невежестве элит на основе примера Ганы времен Кваме Нкурумы и Кофе Бусиа, показывая, что политика, которая может со стороны показаться «невежественной», на самом деле является сознательной, и её целью является поддержка лояльных групп и удержание власти в стране даже ценой кризиса платежного баланса, за которым последовали резкая девальвация национальной валюты и гиперинфляция.

## Влияние промышленной революции
Промышленная революция оказала большое влияние на расхождение в уровне благосостояния между различными странами. Разрыв между богатыми и бедными странами многократно вырос по сравнению с доиндустриальным периодом. По данным Maddison Project, если в начале XIX века разница в уровне ВВП на душу населению между Великобританией (первой индустриальной страной) и аграрными странами составляла примерно 2,5 раза, то в конце XIX века — уже 6 раз, а к концу XX века превысил 100 раз. По различным причинам не все страны смогли провести индустриализацию, поэтому различие между богатыми и бедными странами продолжило расти и в XX веке.
С точки зрения ряда экономических школ, задача вывода страны на траекторию устойчивого развития свелась к задаче индустриализации экономики. Кейнсианцы и марксисты предполагали, что единственным ограничителем роста является капитал, а трудовые ресурсы избыточны. Повышения темпов роста, по мнению этих школ, можно достичь за счёт перераспределения капитала из сектора потребительских товаров в сектор инвестиционных товаров или, что эквивалентно, увеличения нормы сбережений.
В конце 1930-х многие экономисты пытались выяснить, почему освободившиеся после Первой мировой войны страны Восточной Европы не могут выйти на траекторию самоподдерживающегося роста, и что нужно сделать для того, чтобы это произошло. Наиболее популярным объяснением сложившейся ситуации была концепция «большого толчка», предложенная Паулем Розенштейн-Роданом в 1943 году, основной идеей которой было осуществление индустриализации при помощи государственных инвестиций, средства для которых должны были аккумулироваться при помощи фискальной и кредитно-денежной политики. Эта концепция критиковалась многими экономистами-современниками, например, Саймон Кузнец отмечал, что в развитых странах стадия индустриализации и быстрого экономического роста не сопровождалась резким увеличением нормы сбережений, и подобное описание подходит только для социалистической индустриализации.
Теория «большого толчка» импонировала элитам стран «третьего мира», поскольку при осуществлении такой индустриализации неизбежно возникала бюрократическая прослойка, имеющая контроль над очень значительными средствами. Попытки практической реализации этой концепции в развивающихся странах Азии и Африки натолкнулись на слабые возможности фискальной политики по пополнению бюджета ввиду крайне невысоких доходов населения. Потому эти страны начали прибегать к внешним заимствованиям. Это привело к резкому росту их внешнего долга: с 1976 по 1996 год он увеличился в 4 раза, но существенного увеличения ВВП на душу населения в этих странах так и не произошло.
Одним из объяснений провала теории «большого толчка» служит то, что она не предусматривает возможности вытеснения частных инвестиций государственными. Она предполагает, что при получении дополнительного капитала страна в следующем периоде должна увеличивать объём внутренних инвестиций, причём увеличение происходит с эффектом мультипликатора: 1 единица помощи в текущем периоде должна приводить к увеличению внутренних инвестиций более чем на 1 единицу в следующем периоде. При анализе последствий международной помощи развивающимся странам выяснилось, что из 88 стран этот вывод верен лишь для 6, а в 53 случаях зависимость между размером помощи и внутренними инвестициями вообще оказалась отрицательной, иными словами, в этих странах международная помощь вытесняет внутренние инвестиции.

## Динамика международного неравенства
| >$60,000 $50,000 - $60,000 $40,000 - $50,000 $30,000 - $40,000 | $20,000 - $30,000 $10,000 - $20,000 $5,000 - $10,000 $2,500 - $5,000 | $1,000 - $2,500 $500 - $1,000 <$500 Нет данных |

Страны по ВВП (номинал) на душу населения в 2023 году

Согласно текущим исследованиям, межстрановое неравенство доходов достигло своего пика примерно в 1970-х годах, когда мировой доход распределялся бимодально на «богатые» и «бедные» страны с незначительным перекрытием. С тех пор неравенство начало сокращаться. Распределение доходов в настоящее время является одномодальным, и большинство людей живёт в странах со средним уровнем дохода.
Но, хотя распределение больше не бимодально и число стран со средним доходом увеличивается, одновременно растёт и разрыв между самыми бедными и самыми богатыми странами. Доходы жителей беднейшего и богатейшего государства в 1820 году различались в 3 раза, в 1913 году — в 11 раз, в 1950 году — в 35 раз, в 1973 году — в 44 раза, в 1992 году — в 72 раза. В начале XXI веке разница в доходах жителей 20 богатейших и беднейших государств сократилась до 37 раз. Сокращение неравенства между развитыми и развивающимися странами исследователи связывают с глобализацией, способствовавшей переносу производства в развивающиеся страны, что способствовало росту их экономики и благосостояния. Наиболее яркий пример — Китай: общий рост ВВП почти в 10 раз за 20 лет, а также другие страны Азиатско-Тихоокеанского региона. В то же время, неравномерность распределения доходов внутри стран продолжила расти. Доля самых богатых 5 % населения мира почти не изменилась (71 % общемирового богатства в 2000-х годах), но разрыв между средним классом и наиболее бедными 10% населения стал сокращаться в последние 10 лет, за счет падения доходов среднего класса и повышения у наиболее бедных 10%.
В отношении динамики международного неравенства нет единого мнения. С одной стороны, в XXI отмечается рост доли богатейшего 1 % мирового взрослого населения в мировом богатстве. Исследование, проведенное Всемирным институтом исследований экономики развития при Университете Организации Объединенных Наций, показывает, что богатейший 1 % взрослого населения в 2000 году владел 40 % мировых активов, а на богатейшие 10 % взрослого населения приходилось 85 % всех мировых активов. Беднейшие 50 % взрослого населения мира владели менее 1 % мирового богатства. В 2013 году Oxfam International опубликовала отчет для Всемирного экономического форума свидетельствующий, что 1 % самых богатых владеет 48 % мирового богатства. В 2014 году Oxfam сообщила, что 85 самых богатых людей в мире имеют совокупное богатство, равное богатству беднейших 50 % населения мира, или около 3,5 миллиарда человек. В январе 2015 года Oxfam сообщила, что к 2016 году 1 % самых богатых будет владеть более чем половиной мирового богатства.
Таким образом, хотя доля стран со средним уровнем дохода растёт, неравенство доходов внутри этих стран увеличивается.

## Глобальная бедность
Рост разрыва между бедными и богатыми странами приводит к росту уровня бедности в наименее обеспеченных странах. И в XXI веке бедность является устойчивой реальностью для более чем 2/3 населения земли. Для развивающихся стран характерна такая проблема как крайняя бедность. Человек считается живущим в состоянии крайней бедности, если его доход составляет менее 1,9 доллара США в день. Согласно исследованиям, в последнее время в мире доля людей, живущих в условиях крайней бедности, уменьшилась почти вдвое с начала XXI века благодаря экономическому росту в Индии, Китае и других развивающихся странах. Страны, в которых значительная часть населения находится в состоянии крайней бедности, характеризуются следующими шестью признаками:
1. Массовый голод: недостаточные поставки еды.
2. Психологическая подавленность населения: ощущение бессилия, зависимости и унижения, поскольку люди для выживания вынуждены постоянно прибегать к чужой помощи.
3. Плохое состояние инфраструктуры: отсутствие дорог, чистой воды, электричества и транспорта.
4. Низкий уровень грамотности: у населения нет доступа к образованию, либо нет на него средств.
5. Низкий уровень здравоохранения: из-за отсутствия медицинской помощи люди чаще болеют, что ведет к дальнейшему снижению благосостояния.
6. Низкий уровень доходов: у людей практически все время уходит на то, чтобы справляться с ежедневными трудностями, потому они не используют возможности для увеличения своего дохода.

Помимо этого, во многих странах со значительной долей крайне бедного населения имеют место внутренние вооруженные конфликты, что ещё больше усугубляет ситуацию.
Крайняя бедность способствует консервации текущей политической и экономической ситуации, такая ситуация называется «ловушкой бедности»: бедных людей проще подкупить, запугать во время выборов, они поглощены бытовыми проблемами, они меньше внимания уделяют политическим процессам в стране. Это позволяет правящей элите не реагировать на запросы общества и не проводить реформы, что консервирует ситуацию на долгие годы.

## Примеры преодоления международного неравенства
Примеров успешного достижения бедными странами уровня ВВП на душу населения богатых стран не за счет изобилия природных ресурсов известно немного: Япония, Республика Корея, Сингапур, Тайвань, Гонконг, существенно приблизились к уровню развитых стран Аруба, Барбадос, Чили, Уругвай, Малайзия, некоторые посткоммунистические страны Европы, но в большинстве своём сближения уровня доходов не происходит.
Благодаря рыночным реформам с конца 1980-х существенного экономического роста смог достичь Китай. Этому способствовали низкая база и заимствование технологий, а также появившаяся возможность разделять разные технологические этапы производства по нескольким странам. Китай к 2015 году вышел на первое место в мире по экспорту электроники и продукции машиностроения. Однако в размере дохода на душу населения Китай всё ещё сильно отстаёт от развитых стран, и его политические институты остались неизменными во время реформ и не предполагают участия широких слоев населения в управлении страной. Из-за этого ряд ученых полагает, что по мере роста среднего класса в китайском обществе он неизбежно начнёт предъявлять запрос на политические права, что приведёт к конфликту с правящей элитой, и дальнейший рост будет возможен только при условии трансформации политических институтов. Кроме того, поскольку рост экономики Китая связан с увеличением нагрузки на окружающую среду и ростом потребления им невозобновляемых ресурсов, этот факт вызывает тревогу у американских публицистов и экологов. Джаред Даймонд в своей книге «Коллапс» высказывает опасения по этому поводу: «Конечно, Китай не перестанет стремиться к уровню жизни развитых стран и не потерпит вмешательства. Но у планеты не хватит ресурсов, чтобы поддерживать такой уровень жизни для всех сразу — для Китая и других стран третьего мира и для уже существующих развитых стран».